# Liste der Monuments historiques in Bremondans
Die Liste der Monuments historiques in Bremondans führt die Monuments historiques in der französischen Gemeinde Bremondans auf.

## Liste der Immobilien
| Bezeichnung                  | Beschreibung           | Standort                          | Kennzeichnung | Schutzstatus | Datum | Bild           |
| ---------------------------- | ---------------------- | --------------------------------- | ------------- | ------------ | ----- | -------------- |
| Kirche Nativité-de-la-Vierge | ab dem 12. Jahrhundert | Leugney, place de l’Église (Lage) | PA00101619    | Inscrit      | 1926  | weitere Bilder |

## Liste der Objekte
| Bezeichnung                                             | Beschreibung                                                                                 | Standort                                            | Kennzeichnung | Schutzstatus | Datum | Bild |
| ------------------------------------------------------- | -------------------------------------------------------------------------------------------- | --------------------------------------------------- | ------------- | ------------ | ----- | ---- |
| Weihwassereimer                                         | Bronze, 15. Jahrhundert                                                                      | Leugney, in der Kirche Nativité-de-la-Vierge (Lage) | PM25000441    | Classé       | 1908  |      |
| Taufbecken                                              | Stein, Blei, bezeichnet 1628                                                                 | Leugney, in der Kirche Nativité-de-la-Vierge (Lage) | PM25000442    | Classé       | 1908  |      |
| Skulptur Madonna mit Kind                               | Holz, farbig gefasst, 16. Jahrhundert                                                        | Leugney, in der Kirche Nativité-de-la-Vierge (Lage) | PM25000443    | Classé       | 1927  |      |
| Skulptur Erzengel Michael                               | Holz, farbig gefasst, 16. Jahrhundert                                                        | Leugney, in der Kirche Nativité-de-la-Vierge (Lage) | PM25000444    | Classé       | 1942  |      |
| Reliquiar                                               | Kupfer, vergoldet, 13. Jahrhundert; 1992 gestohlen                                           | Leugney, in der Kirche Nativité-de-la-Vierge (Lage) | PM25000445    | Classé       | 1975  |      |
| Skulptur Madonna mit Kind                               | mit Expositionsnische; Holz, farbig gefasst und vergoldet, Glas, Anfang des 18. Jahrhunderts | Leugney, in der Kirche Nativité-de-la-Vierge (Lage) | PM25001932    | Inscrit      | 1975  |      |
| Skulptur Madonna mit Kind                               | Holz, farbig gefasst, 17. Jahrhundert                                                        | Leugney, in der Kirche Nativité-de-la-Vierge (Lage) | PM25001933    | Inscrit      | 1975  |      |
| Zwei Skulpturen: Mater dolorosa und Johannes Evangelist | aus einer Kreuzigungsgruppe; Holz, farbig gefasst, 17. Jahrhundert                           | Leugney, in der Kirche Nativité-de-la-Vierge (Lage) | PM25001934    | Inscrit      | 1975  |      |
| Skulptur Himmelfahrtsmadonna                            | Holz, farbig gefasst und vergoldet, 18. Jahrhundert                                          | Leugney, in der Kirche Nativité-de-la-Vierge (Lage) | PM25001935    | Inscrit      | 1975  |      |
| Skulptur Heiliger Sebastian                             | Holz, farbig gefasst, 16. Jahrhundert                                                        | Leugney, in der Kirche Nativité-de-la-Vierge (Lage) | PM25001936    | Inscrit      | 1975  |      |
| Skulptur Heiliger Maurus                                | Stein, 16. Jahrhundert                                                                       | Leugney, in der Kirche Nativité-de-la-Vierge (Lage) | PM25001937    | Inscrit      | 1975  |      |
| Skulptur eines sitzenden Bischofs                       | Holz, farbig gefasst, 16. Jahrhundert                                                        | Leugney, in der Kirche Nativité-de-la-Vierge (Lage) | PM25001938    | Inscrit      | 1975  |      |
| Skulptur Heiliger Antonius der Große                    | Holz, farbig gefasst, 16. Jahrhundert                                                        | Leugney, in der Kirche Nativité-de-la-Vierge (Lage) | PM25001939    | Inscrit      | 1975  |      |
| Kredenz                                                 | Holz, 19. Jahrhundert                                                                        | Leugney, in der Kirche Nativité-de-la-Vierge (Lage) | PM25001940    | Inscrit      | 1975  |      |
| Statuenreliquiar einer Heiligen                         | Holz, farbig gefasst, 17. Jahrhundert                                                        | Leugney, in der Kirche Nativité-de-la-Vierge (Lage) | PM25001942    | Inscrit      | 1975  |      |